# Margaret Osborne duPont
Margaret Osborne duPont (Joseph, Oregon, 4 de març del 1918 - El Paso, Texas, 24 d'octubre del 2012), nascuda Margaret Evelyn Osborne, nord-americana, fou "número 1" mundial del tennis femení.
DuPont guanyà un total de 37 títols de Grand Slam, entre singles, dobles femenins i dobles mixtos, de manera que ocupa el quart lloc de tots els temps, malgrat no haver participat mai a l'Open d'Austràlia. 25 dels seus 37 Grand Slam els guanyà a l'Open dels Estats Units, cosa que és un rècord mai superat fins ara.